# Aphaenogaster mediterrae
Aphaenogaster mediterrae được Shattuck, S. O. phát hiện và mô tả vào năm 2008.